# دالة جزئية التشكل
في التحليل العقدي، الدالة جزئية التشكل أو الدالة التحليلية جزئية التشكل أو الدالة تحليلية التشكل الجزئية أو  أو الدالة الميرومورفية (بالإنجليزية: Meromorphic function)‏، تنطلق من مجموعة مفتوحة D ضمن المستوي المركب، هي دالة تحليلية تامة التشكل على جميع عناصر D باستثناء مجموعة معينة من النقاط المعزولة.

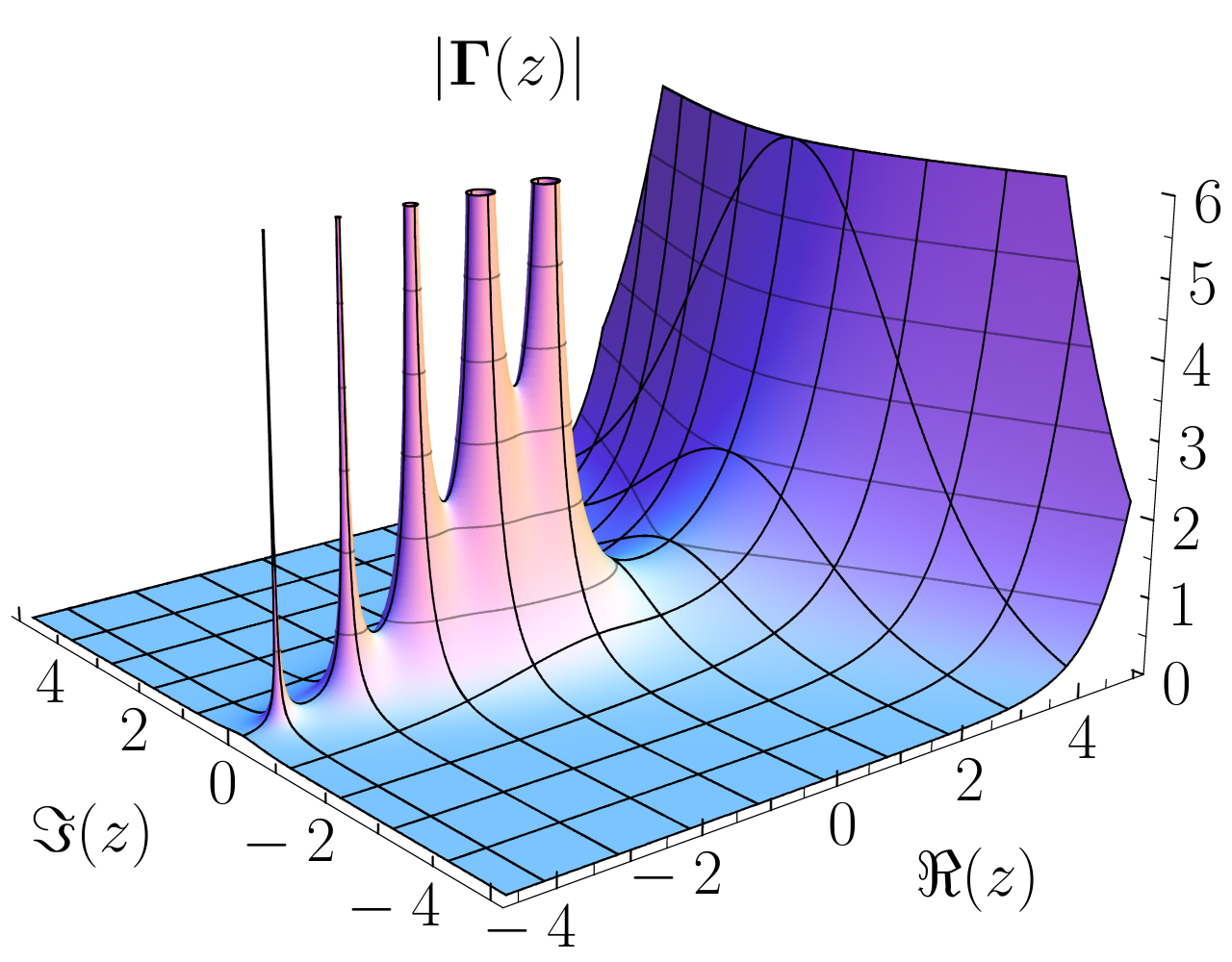
دالة غاما دالة جزئية الشكل في المستوى العقدي كله.

## أمثلة
كل الدوال الكسرية، كما يبين المثال التالي:
{\displaystyle f(z)={\frac {z^{3}-2z+10}{z^{5}+3z-1}},}
هي دوال  جزئية التشكل في المستوي المركب كله.